# Blaues Wunder (Wächtersbach)
Das Blaue Wunder (auch Schloss Kinzighausen) ist eine ehemalige Schlossanlage im Kinzigtal zwischen Neudorf und Aufenau, zwei Stadtteilen von Wächtersbach im Main-Kinzig-Kreis in Hessen.

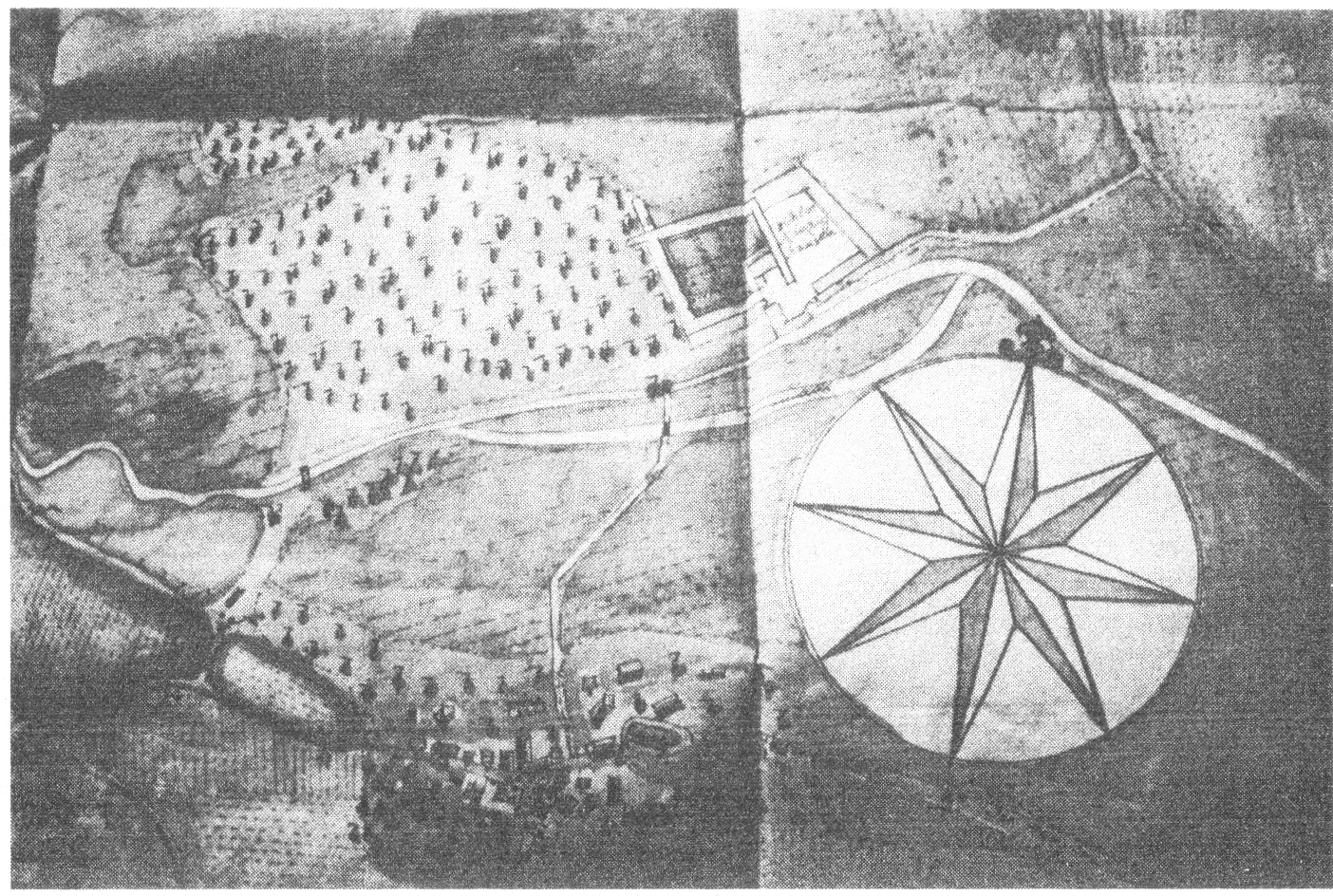
Karte mit Schloss Kinzighausen von 1730 aus dem Hessischen Staatsarchiv Marburg

## Geografie

### Geografische Lage
Kinzighausen liegt im Kinzigtal zwischen den beiden Wächtersbacher Ortsteilen Neudorf im Norden und Aufenau im Süden, kurz vor der Mündung der nahen, vom Norden kommenden Bracht in die Kinzig.

### Verkehrsanbindung
Die Verkehrsanbindung des Weilers erfolgt über die Kreisstraße K886 zur Bundesstraße B276 und zur Landesstraße 3216.

## Geschichte

### Mittelalter

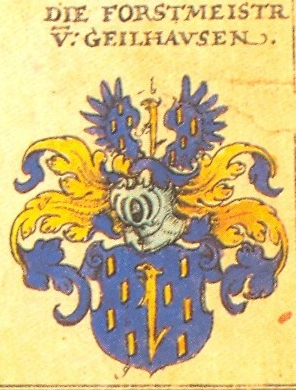
Wappen in Siebmachers Wappenbuch, auf dem Schild die charakteristische Wolfsangel

Etwa zwei Kilometer östlich von Wächtersbach liegen in den Kinzigauen die Reste einer Burg- und Schlossanlage. Reste von Wällen und Gräben lassen auf eine frühere Wasserburg schließen. Es handelt sich um den Mittelpunkt eines kleinen reichsunmittelbaren Territoriums, mit Regierungssitz in Kinzighausen. Die Herrschaft bestand aus den Dörfern: Neudorf, Aufenau, Kinzighausen und dem später, im Dreißigjährigen Krieg, niedergebrannten und nicht wiedererbauten Dörfchen Hain (östlich von Wächtersbach, westlich von Neudorf). 1365 ging sie als Lehen in den Besitz des Herren Johann Forstmeister von Gelnhausen über.
Die Herren Forstmeister hatten im Mittelalter das Forstmeisteramt über den Büdinger Wald und die Reichsforstmeisterei in der Burg Gelnhausen inne. Diese Ämter waren mit beträchtlichen Einkünften verbunden, die einen Ausgleich zum geringen Eigenbesitz der Familie darstellten. Der erzwungene Verkauf dieser Ämter 1484, an die Grafen von Ysenburg, führte über die Zeit hinweg zu einer kontinuierlichen Verarmung der immer sehr zahlreichen Familie Forstmeister.

### Neuzeit
1544, nach dem Übertritt von Friedrich von Forstmeister, einem der drei Forstmeister Brüder, zum evangelischen Bekenntnis, ist Kinzighausen zum Sitz des katholisch gebliebenen Teils der Familie geworden, während die Protestantische Seite in Aufenau residierte.
Um 1600 wurde an der Stelle eines Vorgängerbaus in Kinzighausen ein Schlösschen errichtet, das den Namen „Blaues Wunder“ erhielt. Zu diesem Namen gibt es zwei unterschiedliche Herkunftshypothesen. Während die eine vom äußeren Erscheinung des Schlösschens ausgeht, einer kunstvollen blauen Bemalung des Fachwerks, das oberhalb eines soliden Sandsteinsockels aufragte, geht eine andere These von einem Ereignis aus, einem starken Kinzighochwasser, dem die Anlage, gegen alle Erwartungen, unversehrt widerstanden hatte.
Nach dem Dreißigjährigen Krieg war Philipp Joachim Forstmeister von Gelnhausen gezwungen, aufgrund der großen Verschuldung, nach und nach Teile des Grundbesitzes zu veräußern. Das waren 1669 das Dorf Niedersteinbach an der Kahl, 1677 Besitzungen um Aufenau und schließlich „den zerfallenen Hainhof“. Im 18. Jahrhundert verpachteten sie zunächst Schloss und Hofgut Kinzighausen, mit allen zugehörigen Fronrechten. Das Schlossgebäude wurde damit zum Sitz des Hofgutpächters. 1782 verkauften die immer noch hoch verschuldeten Herren Forstmeister die Anlage schließlich an Kurmainz.
In schneller Besitzfolge kam das Hofgut Kinzighausen dann, in der Napoleonischen Zeit, zunächst an den Rechtsnachfolger des Kurfürsten von Mainz, das Großherzogtum Frankfurt, danach durch den Frieden von Paris von 1814, als Folge der für Napoleon verlorenen Völkerschlacht bei Leipzig zum Königreich Bayern und schließlich, nach dem Deutschen Bruderkrieg von 1866 an das Kurfürstentum Hessen innerhalb des Königreichs Preußen.
Der mit dem Verkauf des Anwesens, seit 1782 einhergehende Verlust seines Residenz- und Wohncharakters führte zu einem raschen Verfall des Schlossgebäudes. Zu Beginn der Napoleonischen Zeit, um 1800 diente es dem kurhessischen Militär nur noch zur Unterbringung von Kriegsgeräten. Kurze Zeit später, 1805 wurde das Schloss abgerissen. Der zugehörige Grundbesitz wurde in 21 Lose aufgeteilt, die an Aufenauer und Neudorfer Bauern verpachtet wurden.

## Anlage

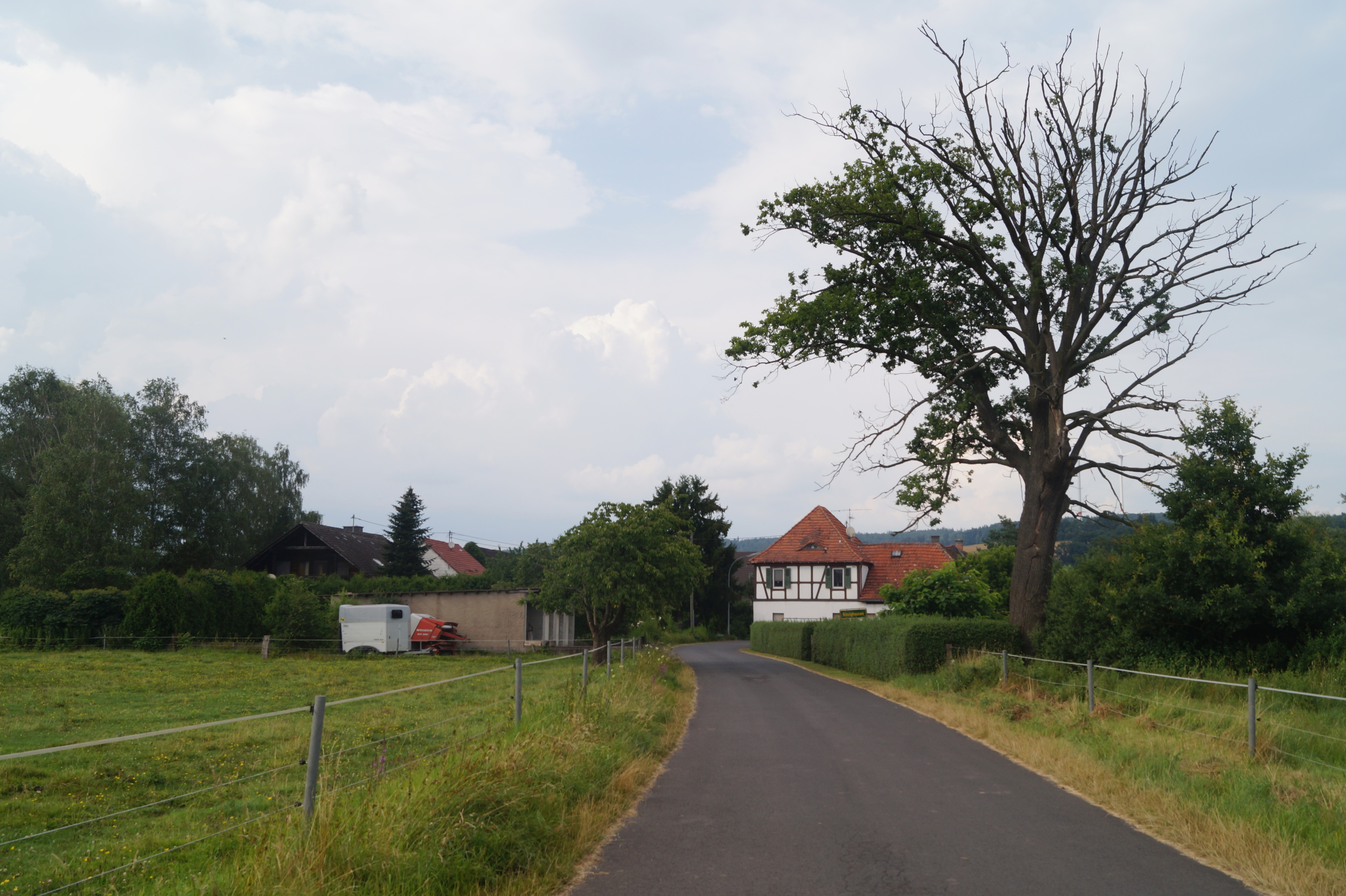
Heutiger Hof Kinzighausen, Ansicht von Süden 2016

Über die Architektur der Schlossanlage ist wenig bekannt. Es handelte sich um einen massiven Bau, der von einem Wassergraben umgeben war. Die Reste wurden nach dem Abbruch zu einem Pächterwohnhaus zweitverwendet. Das zugehörige vierseitige Hofgut ist mit seinen Außenmauern erhalten. Zur Schlossanlage zählten außer dem Schlossgebäude:
- Bedientenhaus,
- Hofhaus mit zwei Kutschenremisen, vier Viehställen und einem Backhaus im Erdgeschoss,
- Schweinehof,
- Mahlmühle mit 2 Wassergängen und allem Zubehör,
- Papiermühle mit Wassergang und Geschirr.

## Sport und Freizeit
In Kinzighausen befindet sich ein Reiterhof mit einem Connemara-Pony-Gestüt mit Reitschule.